# Tyrs (botanika)
Tyrs, bukiet, wiecha wierzchotkowa – rodzaj kwiatostanu pośredniego, z osią pierwszego rzędu jak u wiechy lub grona, na której rozgałęzienia boczne mają charakter wierzchotek. 